# Ennery (Val-d'Oise)
Ennery é uma comuna francesa na região administrativa da Ilha de França, no departamento do Vale do Oise. Estende-se por uma área de 7.43 km². Em 2010 a comuna tinha 2 450 habitantes (densidade: 329,7 hab./km²).